# Manuel Bofarull i Terrades
Manuel Bofarull i Terrades (Badalona, 1923-Barcelona, 2009) fue un escritor e historiador español.

## Biografía
Nacido en 1923 en la ciudad catalana de Badalona. Entre sus obras se contaron títulos como Una malaltia sospitosa (El còlera del Vendrell el 1911), Don Joan Romagosa i Pros, un general del Penedès, Figures vora el rec y Els hereus de la terra, por la que ganó el premio Sant Joan de narrativa. Bofarull, que trabajó en el sector bancario y como editor, falleció el 10 de agosto de 2009 en Barcelona. Tras su muerte su fondo personal fue cedido al Archivo Comarcal del Bajo Penedés.